# Микросхемы серии 4000
4000 серия интегральных микросхем — промышленный стандарт интегральных схем, реализующих различные логические функции, используя КМОП технологию. Она была представлена корпорацией RCA как CD4000 COS/MOS в 1968 как малопотребляющая и более гибкая альтернатива 7400 серии с ТТЛ логикой.
Изначально 4000 серия была медленнее популярных 7400 ТТЛ микросхем, но имела преимущество в намного меньшем энергопотреблении, способностью работать с много большим диапазоном питающего напряжения (от 3В до 15В), а также в более простых схемах благодаря большей нагрузочной способности. Но её меньшая скорость (изначально была возможность работы на 1 МГц, в сравнении с 10 МГц у ТТЛ) ограничивала область применения статичными и низкоскоростными устройствами. Позже новые технологии производства решили проблемы быстродействия, сохранив при этом обратную совместимость с большинством устройств.
Все полупроводники могут быть повреждены статическим разрядом, но из-за высокого сопротивления входов КМОП устройства более уязвимы, чем биполярные ТТЛ. Со временем преимущества КМОП (особенно в поздних сериях, например, 74HC) вытеснили старые ТТЛ микросхемы. Микросхемы серии 4000 до сих пор широко доступны, но их значимость уже не так велика, как раньше.
Серия была расширена в конце 1970-х и 1980-х годах, включив в себя новые или более интегрированные функции, либо представив улучшенные версии существующих чипов серии. Большая часть из них получила обозначения 45xx или 45xxx, но при этом они признавались инженерами как часть 4000 серии.
В 1990-х годах некоторые производители (например, Texas Instruments) перенесли 4000 серию на новую HCMOS технологию, из подобных микросхем можно рассмотреть 74HCT4060, предоставляющую функциональность 4060 ИМС, но имеющую большую скорость.